# Реутов, Александр Павлович
Александр Павлович Реутов (5 августа 1926, Ленинград, РСФСР — 7 мая 2012, Москва, Российская Федерация) — советский и российский специалист в области радиолокации, педагог, член-корреспондент РАН

## Биография
В 1950 г. окончил радиотехнический факультет Военно-воздушной инженерной академии им. проф. Н. Е. Жуковского. В 1959 г. защитил кандидатскую диссертацию «Радиолокационные станции сверхдальнего обнаружения малоразмерных объектов в космосе», а в 1965 г. — докторскую диссертацию «Авиационные радиолокационные системы обзора Земли со сверхвысокой разрешающей способностью с использованием искусственного раскрыва антенны». В 1970 г. ему было присвоено звание профессора.
- 1943—1945 гг. — участник Великой Отечественной войны, участник парада Победы 24 июня 1945 г. на Красной площади г. Москвы.
- 1950—1956 гг. — на инженерных и научных должностях в КБ-1, в НИИ-17 Министерства авиационной промышленности, ЦНИИ-108
- с 1956 г. в Военно-воздушной инженерной академии им. проф. Н. Е. Жуковского, работал в должности заместителя заведующего кафедрой.
- 1972—1986 гг. — первый заместитель директора по научной работе и главный инженер ЦНИИ радиоэлектронных систем,
- 1986—1992 гг. — заместитель Министра радиопромышленности СССР,

С 1986 г. — заведующий кафедрой радиопередающих устройств Московского государственного института радиотехники, электроники и автоматики (МИРЭА) (технического университета). Им подготовлено 50 кандидатов и 10 докторов наук. Автор и соавтор 100 научных работ, из них 8 монографий и 20 авторских свидетельств и патентов. Председатель докторского диссертационного совета "Концерна радиостроения «Вега», член докторского диссертационного совета МИРЭА, член Экспертного совета по радиоэлектронике ВАК Минобрнауки России, главный редактор журнала «Наукоемкие технологии».
Член-корреспондент АН СССР с 1987 г. с 1991 г. — РАН (Отделение нанотехнологий и информационных технологий).
Похоронен в Москве на Троекуровском кладбище.

## Научная деятельность
Специалист в области радиолокации с синтезированной апертурой, систем информатики и методов формирования и обработки радиосигналов. Являлся разработчиком радиоуправляемого оружия и систем радиолокационного обзора Земли со сверхвысокой разрешающей способностью, инициатором разработки дистанционной радиоуправляемой робототехники. Под его руководством созданы малоразмерные многофункциональные дистанционно-управляемые летательные аппараты для решения задач контроля энергосетей, состояния коммуникаций, обеспечения спасательных работ в сложных метеоусловиях.

## Награды и звания
Награждён орденами Октябрьской Революции, Трудового Красного Знамени, Красной Звезды, Знак Почета, медалями «За боевые заслуги», «За победу над Германией в Великой Отечественной войне», «За воинскую доблесть» и рядом других медалей.
Лауреат Государственной премии СССР и премии Правительства РФ в области науки и техники.